# Де Меєр
Де Меєр (нід. De Meer) — колишній стадіон нідерландського футбольного клубу «Аякс» (Амстердам). Відкритий у 1934 році через те, що колишній стадіон клубу «Гет Гаутен» був занадто малим. Після відкриття вміщував 22 000 глядачів, але максимальна місткість була до 29 500. На момент закриття в 1996 році він міг вмістити 19 500 глядачів.
Останньою грою на «Де Меєр» був матч чемпіонату Нідерландів, у якій «Аякс» 28 квітня 1996 року приймав «Віллем II». Господарі перемогли з рахунком 5:1, а Фініді Джордж зробив хет-трик, але останній гол на стадіоні забив нападник «Віллем II» Джек де Гір.